# Odilon Fages
Odilon Fages OSFS (* 18. Oktober 1875 in La Capelle; † 14. Oktober 1939 in Namakwa) war Apostolischer Vikar von Orange River.

## Leben
Odilon Fages trat der Ordensgemeinschaft der Oblaten des hl. Franz von Sales bei und empfing am 25. März 1899 die Priesterweihe. Papst Leo XIII. berief ihn am 15. Juni 1928 zum Apostolischen Koadjutorvikar von Orange River und Titularbischof von Mulia.
Die Bischofsweihe erfolgte am 30. September desselben Jahres durch den Bischof von Troyes Maurice Feltin; Mitkonsekratoren waren Jules-Alexandre Cusin, Koadjutorbischof von Mende, und Emanuel-Anatole-Raphaël Chaptal de Chanteloup, Weihbischof in Paris. Am 21. November 1932 folgte er nach dem Tode Jean-Marie Simons OSFS als Apostolischer Vikar von Orange River nach.